# Міграційне управління Швеції
Міграційне управління Швеції (швед. Migrationsverket) — шведською урядовою установою. Її завдання — оцінювати і робити рішення щодо заяв людей, які хочуть отримати дозвіл на тимчасове проживання, придбати постійне місце проживання або громадянство в Швеції. Таким чином, ця установа залучена до імміграції до Швеції.
Шведське агентство з питань міграції підпорядковується Міністерству юстиції Швеції і працює в загальнонаціональному масштабі з близько 40 відділенями. Штаб-квартира знаходиться в Норрчепінг в лені Естерйотланд і очолюється Генеральним директором. У 2014 році агентство отримало 81 301 заявку на право притулку, з яких 31 220 було надано.
| Річні витрати Міграційного управління Швеції 2007- , млрд. шведських крон |
|                                                                           |
|                                                                           |

Шведське агентство з питань міграції піддається критиці за непрозоре поводження із заявами на отримання дозволу на роботу для іноземців та затяжні затримки у поєднанні з надмірною, часто суперечливою інтерпретацію шведських законів, що стосуються страхування для продовження дозволів на роботу. Агентство продовжує обробляти заявки із затримками, які в деяких випадках тривають до 10 місяців.
У 2017 році згідно з розрахунками щотижневого журналу Фокус (Fokus), бюджет агенції лише для неповнолітніх дітей у розмірі 27 млрд крон складав 37 % бюджету УВКБ ООН: бюджет для поводження біженцями по всій планеті.
У травні 2016 року Шведська національна рада судової медицини (Rättsmedicinalverket (RMV)) почала надавати допомогу агентству у визначенні віку мігрантів, які стверджують, що вони не досягли 18 років. Перша партія з 518 розслідувань показала, що 442 були ймовірно дорослими і решта залишили свій статус неповнолітніх, якім надали доступ до освіти, кращого житла і більшої ймовірності отримання статусу біженця. З 442, 430 були чоловіками та 12 жінками. RMV було покладено завдання обробити 3000-14000 старих завдань з досліджень віку, яким були створені перешкоди юристами Шведської асоціації адвокатів, лікарями, стоматологів та посадовими особами Національної ради охорони здоров'я та соціального забезпечення.
У червні 2016 року МУШ висловила сумніви щодо того, що 70 % заявників притулку мають вік 15-17 років.
До 2017 року ця установа надала дозвіл на тимчасове проживання також особам, які вважаються військовими злочинцями і загрозою для безпеки. Це дозволило цим особам вимагати соціальне забезпечення та охорону здоров'я від держави Швеції.
У вересні 2017 року співробітники агентства повідомили про зростання рівня загроз смертю та переслідувань від мігрантів, які подали заяву на отримання дозволу на проживання. Характер загроз змінювався, коли працівників шукали у своїх будинках або отримували загрозливі повідомлення на приватних телефонах або в соціальних мережах.
У липні 2018 року агентство спільно з комунами Швеції було піддано критиці з боку національного агентства з питань злочинів, пов'язаного з честю (nationella kompetensteamet mot hedersrelaterat våld och förtryck) за те, що вони не зробили достатньо для виявлення та виправлення дитячих шлюбів серед мігрантів.